# こんにちは大統領
『こんにちは大統領』（こんにちはだいとうりょう、スペイン語:Aló Presidente アロー・プレシデンテ）は、1999年5月23日から2012年1月29日までベネズエラで放送されていたテレビ番組。

## 概要

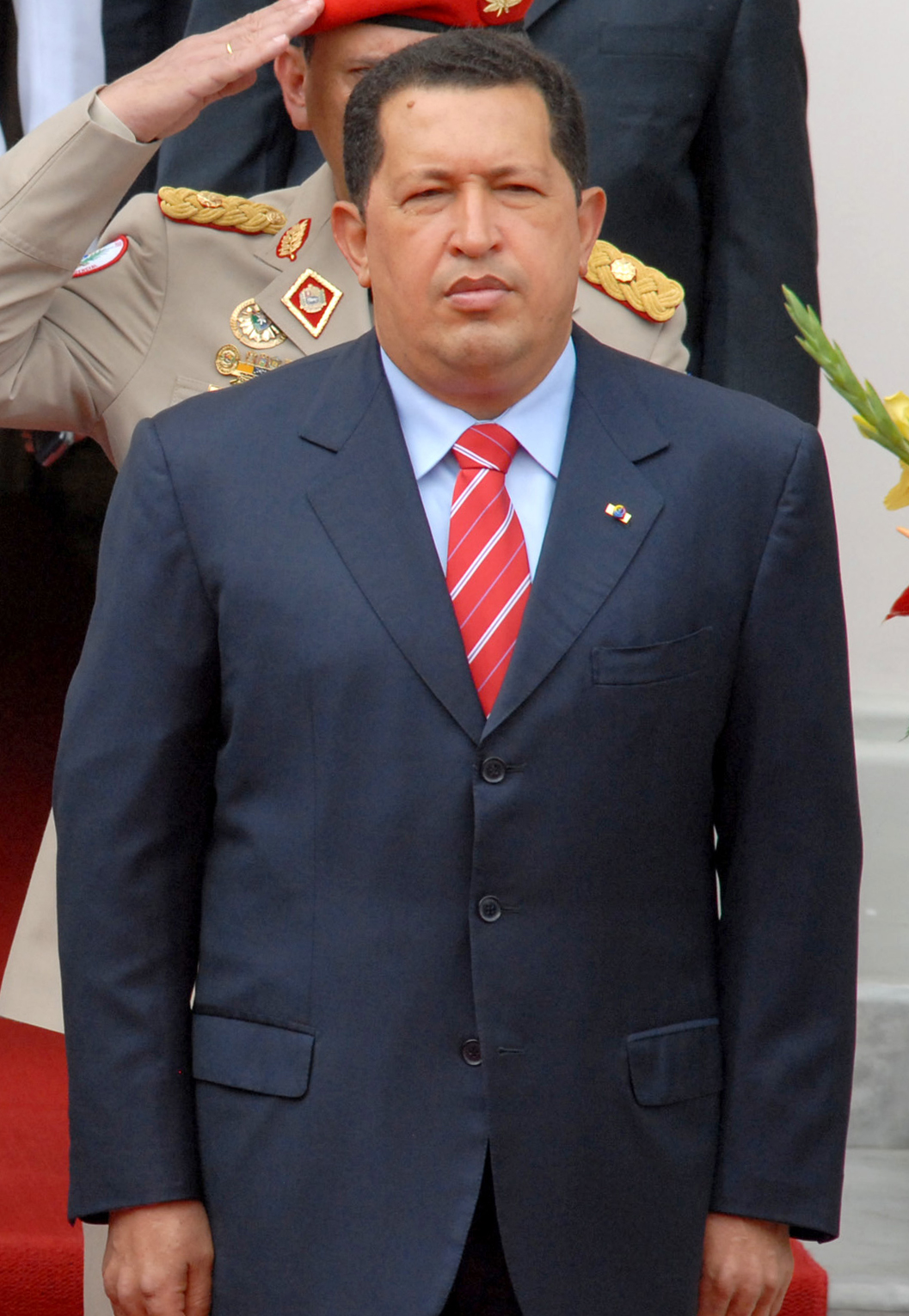
ウゴ・チャベス大統領

毎週日曜日午前11時から6時間もの長時間に渡り生放送で放映された。放送回数は378回に達したが、ネタ切れを起こすこともなく毎週欠かさず放送された。ベネズエラ大統領であるウゴ・チャベス自身が司会を務めた。
内容は、チャベス大統領の政策を国民に広く知らせる広報・宣伝番組である。例として、チャベスの「21世紀の社会主義」という信条に基づき、粗末なバラックに住んでいた貧困にあえぐ国民にポリ塩化ビニール製の住宅を格安で提供、歓喜のあまり涙する国民と抱き合う大統領の姿などが放送されている。他にも番組上で重要な国家プロジェクト推進の文書にサインするなど、ベネズエラ国内では重要な番組となっている。

## ベネズエラの放送について
「こんにちは大統領」など、チャベス大統領自身の番組や、チャベス大統領の意にかなう放送局、テレビ番組は問題なく放映できたが、反チャベスの報道は事実上不可能になっていたのがチャベス時代のベネズエラであった。チャベスに批判的であった放送局「RCTV」は放送免許更新不許可(その後も衛星で放送は続けていたが、最終的には放送局自体が閉鎖に追い込まれた）となり、また、チャベス批判を行っていたラジオ局は閉鎖に追い込まれるなどしている。2010年6月には、高まる報道管制の中でチャベス批判を行っていた唯一のテレビ局「グロボビシオン」の社主が海外へ事実上亡命した。これにより、ベネズエラのメディアからチャベス批判は完全に抹消される結果となった。こうしたチャベスの独裁的、強権的な手法には懸念、批判の声も挙がっていたが、貧困層を中心にチャベスに対する支持は、2013年にチャベスが現職のまま亡くなるまで根強かった。